# جاش گیدی
جاش گیدی (انگلیسی: Josh Giddey؛ زادهٔ ۱۰ اکتبر ۲۰۰۲) بازیکن بسکتبال اهل استرالیا است.
وی در مسابقات کشوری و بین‌المللی در مجموع برندهٔ ۱ مدال طلا شده‌است.